# Wspólnota 2002
Wspólnota 2002 – komitet wyborczy wyborców startujący w dwóch województwach w wyborach samorządowych w 2002. Znajdowali się na niej przedstawiciele byłej Akcji Wyborczej Solidarność. 
„Wspólnota 2002” uzyskała w województwie zachodniopomorskim 30 019 głosów, tj. 6,30% głosów ważnych oraz w województwie kujawsko-pomorskim 20 386 głosów, tj. 3,83% głosów ważnych. Nie uzyskała mandatów radnych sejmików wojewódzkich.